# Ресуз
Ресу́з (фр. Reyssouze) — река во Франции, в регионе Овернь — Рона — Альпы.
Находится на востоке страны. Ресуз является одним из правых притоков реки Сона.
Река Ресуз с зимним паводком, с декабря по март включительно максимум в январе-феврале. Самый низкий уровень воды в реке летом, в период с июля по сентябрь включительно.
Длина реки составляет 75,1 км. Площадь водосборного бассейна — 470 км². Среднегодовой расход воды — 1,4 м³/с.